# امپانادا
امپانادا (انگلیسی: Empanada) در بسیاری از کشورهای آمریکای لاتین و اسپانیا امپانادا (تلفظ اسپانیایی: [empaˈnaða]) به نان یا شیرینی پخته یا سرخ شده که محتویاتی در درون آن قرار داده شده باشد (مغزدار) گفته می‌شود. نام آن از فعل اسپانیایی empanar به معنی بسته‌بندی یا نان آرد سوخاری زده شده، گرفته شده‌است. امپانادا از یک لایه خمیر تاشده است که با یک چاشنی که ممکن است از گوشت و پنیر و ذرت و یا مواد دیگر باشد، پر می شود.

## منشاء
ریشه امپانادا به منطقه گالیسیا از شمال غرب از کشور اسپانیا بر می گردد.  یک کتاب آشپزی منتشر شده در کاتالان در 1520, با نام Libre del Coch نوشته Robert de Nola به امپانادا اشاره کرده و بیان کرده که در دستور العمل های کاتالانی, ایتالیایی, فرانسوی و عربی درون آن با غذاهای دریایی پر می شود.  

## در کشورها و مناطق

### آرژانتین

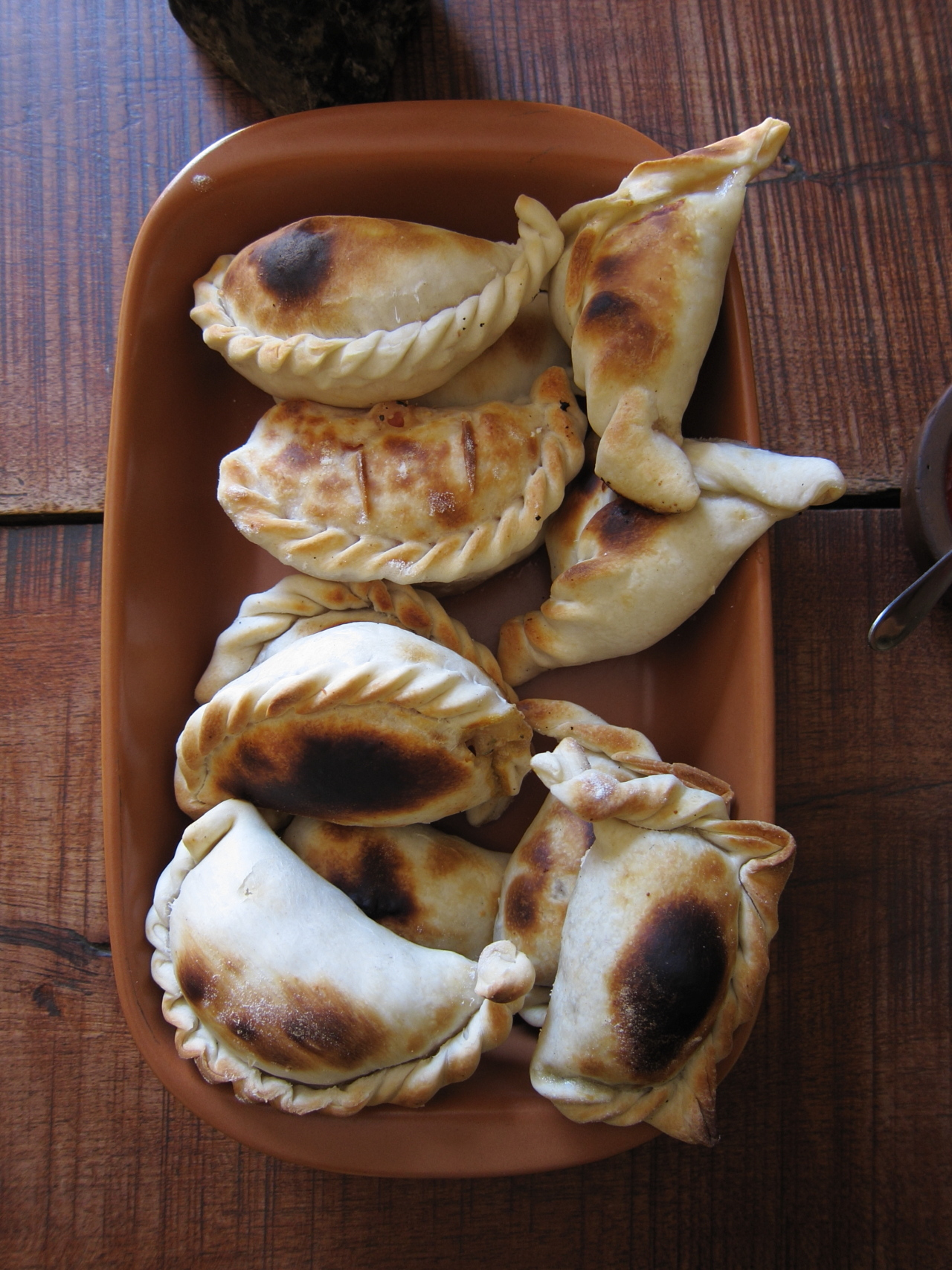
امپانادا خانگی تهیه شده از Córdoba, آرژانتین

امپانادا در آرژانتین غالباً در مهمانی ها و جشنواره ها به عنوان یک آغاز کننده غذا و یا غذای اصلی سرو می شود. در مغازه آشپزها تخصص خاصی در تهیه امپانادا تازه با طعم های متنوع و محتویات مختلف دارند.

### برزیل

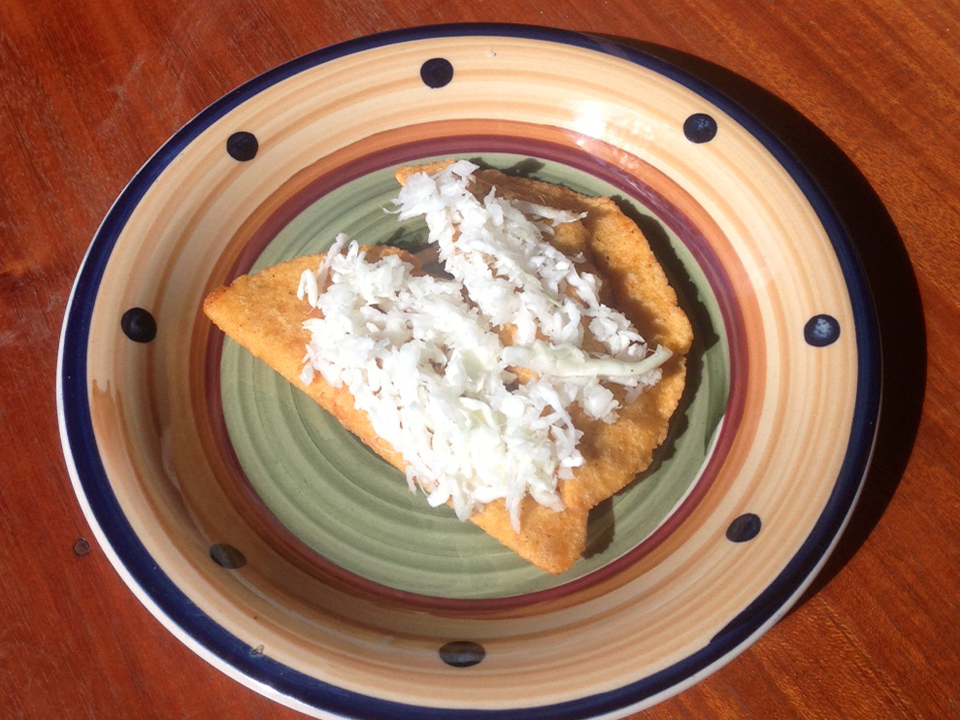
پانادس در Cayo District, بلیز

در بلیز امپانادا با نام پانادس شناخته می‌شود و با masa (خمیر ذرت) تهیه شده و به طور معمول با ماهی، مرغ یا حبوبات پر می شود. 
معمولاً خوب سرخ می شوند و با کلم یا سالسا سرو می شوند. پانادس اغلب به عنوان غذا در خیابان به فروش می رسد. 

## غذاهای مشابه
بسیاری از غذاهای دیگر در نقاط مختلف جهان بسیار شبیه به امپانادا وجود دارد. این غذاها عبارتند از:
- پیراشکی
- سمبوسه
- (Bánh gối (bánh xếp و سایر انواع bánh از ویتنام
- بورک و pogača از ترکیه و مناطق امپراتوری سابق عثمانی
- بریدی، شیرینی پخته شده با گوشت گاو و پیاز پنیری، از Forfar، اسکاتلند.
- Calzone و panzerotti از ایتالیا
- پوس کری از مالزی و کشورهایی با جمعیت مالایی
- بز گوزی، بز گاو در تابه پهن از شرق هند
- گجیا از هند پر شده با نارگیل قندی، آجیل و شیرینی، اما بدون گوشت
- پیاز جامائیکا
- جیائوسی از چین همچنین به نام gyoja در کره و gyōza در ژاپن شناخته می‌شود
- کاجیکایا از آندرا پرادش، هند، شبیه به امپانادا سرخ شده و پر شده با نارگیل خشک شیرین شده
  - استرومبولی (که زبان ایتالیایی آمریکایی است)
- Khuushuur، از مغولستان، معمولاً با گوشت گاو یا گوسفند یا ماهی سفید در مناطق مجاور به دریاچه Khusgug.
- کبه، از لبنان / لوانت، با گوشت بره که در خمیر بلغور قرار دارد
- کارانجی از Maharashtra، هند، پرشده با نارگیل سرخ شده و شیرین شده
- Knish، یک غذا از شرق اروپا
- کوبدی، یک ظرف سنتی از مردم سوان در گرجستان
- ماندو، از کره
- مامو، پخته یا سرخ شده، از تبت، نپال و شمال شرقی هند
- Pīragi یا pīrādziņi از لتونی
- ساموسا، از جنوب آسیا؛ همچنین در عربستان به نام سمبوسه شناخته می‌شود
- هات پاکتز، تهیه شده، از مواد غذایی به بازار عرضه شده از ایالات متحده
- اشترودل، از آلمان و مناطق امپراطوری سابق هابسبورگ